# ヨアヒム・フォン・プロイセン
ヨアヒム・フォン・プロイセン（Joachim von Preußen, 1890年12月17日 - 1920年7月18日）は、プロイセン及びドイツの王族、軍人。全名はヨアヒム・フランツ・フンベルト（Joachim Franz Humbert）。ドイツ皇帝ヴィルヘルム2世の六男。
ヨアヒムは1890年12月17日、ヴィルヘルム2世とその妃であったシュレースヴィヒ＝ホルシュタイン公フリードリヒ8世の娘アウグステ・ヴィクトリア（1858年 - 1921年）の間に第六子としてベルリンで生まれた。1916年3月11日にアンハルト公エドゥアルトの娘マリー・アウグステ（1898年 - 1983年）と結婚した。
1916年にダブリンで発生したイースター蜂起の際、指導者の一部はヨアヒムをアイルランド王に迎えることを考えていたが、この蜂起はすぐにイギリスによって鎮圧されたため実現しなかった。
1920年7月17日にヨアヒムはポツダムのヴィラ・リークニッツ（Villa Liegnitz）で拳銃自殺を図った。ただちに病院へ運ばれたものの、翌日ヨアヒムは死去した。自殺の動機については、1918年のドイツ革命で帝政が倒されたショック、夫人との不和（革命の数ヵ月後に離婚を申し立てていた）などが考えられている。

## 子女
妻のマリー・アウグステとの間には、以下の一男が生まれていた。
- カール・フランツ・ヨーゼフ・ヴィルヘルム・フリードリヒ・エドゥアルト・パウル（1916年 - 1975年）